# Justiniano II
Justiniano II (en griego: Ιουστινιανός Β´ [Ioustinianos II], latín: Justinianus II; Constantinopla, 669 - Damatris, 11 de diciembre de 711), emperador de los romanos durante dos periodos separados, de 685 a 695 y de 705 a 711, con un periodo intermedio en el que poder recayó en manos de dos generales usurpadores: Leoncio y Tiberio III.
También conocido como Rhinotmetos (Ρινότμητος: "nariz cortada"), Justiniano era hijo del anterior emperador Constantino IV y de Anastasia, que había mandado mutilar a sus hermanos Heraclio y Tiberio, como forma de asegurar la ascensión al trono de Justiniano a su muerte. En 685, con 16 años de edad, Justiniano sucedió a su padre sin aparente oposición.
A pesar de sus relevantes talentos y cualidades para el ejercicio del poder, poseía un sentido despótico y cruel de la autoridad imperial. Tras reinar durante diez años, fue depuesto, mutilado y exiliado, retornando al poder diez años después, para ser finalmente asesinado.

## Vida

### Primer reinado (685-695)
Su primer reinado (685-695) comenzó con buenas perspectivas. Debido a las victorias de su padre Constantino IV, las fronteras orientales del Imperio eran estables y el califa Abd al-Malik pagaba un tributo al emperador. Justiniano II logró que los Omeyas aumentaran el valor del tributo que le pagaban, así como recuperar parte del control de Chipre. Por otro lado acordó con el Califato Omeya el reparto de los ingresos procedentes de las provincias de Armenia e Iberia.
La paz en Oriente brindó a Justiniano la posibilidad de dirigir su atención hacia los Balcanes. Ya en 687/88 transfirió tropas de caballería desde Asia Menor a Tracia para someter a búlgaros y eslavinios que se habían asentado en tierras del Imperio. A la cabeza de este ejército, emprendió una gran campaña contra los eslavos en los años 688 y 689. Después de un choque con los búlgaros avanzó en dirección a Tesalónica. La marcha de esta campaña indica la situación reinante entonces en los Balcanes: para llegar de Constantinopla a Tesalónica, el Emperador tuvo que abrirse camino a través de un territorio ocupado por los eslavos, con fuertes contingentes militares. Se consideró un gran éxito bélico la brecha que consiguió abrir hasta Tesalónica. Celebró su victoria con una entrada solemne en esta ciudad, la segunda del Imperio, y realizó donaciones a la Iglesia de San Demetrio, patrono de Tesalónica.

#### Política de deportaciones
Los prisioneros eslavos que se obtuvieron en dichas campañas fueron reasentados en el thema de Opsikion (Anatolia) donde contribuyeron a repoblar las zonas que habían quedado devastadas en las guerras contra los árabes. Esta política tuvo excelentes resultados al contribuir a la reactivación económica y demográfica de buena parte del Imperio. Además, las tribus eslavas asentadas ahora en Opsikion formaban una leva militar de 30 000 hombres.
El asentamiento de eslavos en Asia Menor fue la más importante, pero no la única medida de política colonizadora en aquella época. También se trasladó a los mardaítas, un rapaz pueblo de cristianos desplazados por los invasores musulmanes que habitaba en los confines orientales del Imperio y que, habiendo prestado antaño un buen servicio a los bizantinos en su lucha contra los árabes, había ido pasando, poco a poco, al servicio de aquellos, a que entrasen en territorio imperial para asentarse como marineros en el Peloponeso, en la isla de Cefalonia, en la ciudad portuaria de Nicópolis, en el Epiro y también en la región de Attalia (en Panfilia, en la costa sur de Asia Menor). Finalmente, Justiniano II trasplantó a los habitantes de Chipre a la región de Cícico, que había sufrido mucho durante el asedio de Constantinopla y que carecía sobre todo de marinos experimentados.
El traslado de los chipriotas afectó sensiblemente los intereses del Califato, y puesto que Justiniano II, consciente de su superioridad, rechazó con menosprecio las objeciones del califa Abd al-Malik, se reanudó la guerra. Entre 692 y 693 el emperador lanzó una fallida campaña contra los árabes, en que las nuevas tropas eslavas se pasaron al enemigo. Ello tuvo como consecuencia la grave derrota de los bizantinos cerca de Sebastópolis, en Armenia, perdiendo los bizantinos lo que les restaba de este territorio. Siguiendo el ejemplo bizantino, los árabes asentaron a estos tránsfugas en Siria y les utilizaron como soldados en las futuras luchas contra el Imperio.

#### Organización territorial
A lo largo del reinado de Justiniano II se extendió la reordenación de la administración territorial imperial en themas, evolucionando cada vez más en Asia Menor y extendiéndose a ciertas regiones de la península balcánica. Un documento de Justiniano II, fechado el 17 de febrero de 687, menciona, aparte de los dos exarcas de Italia y África, los cinco themas cuyos estrategas toman parte en las sesiones del consejo imperial: el thema europeo de Tracia y los themas asiáticos de Opsikión, de los Anatólicos, de los Armeniacos así como el thema marítimo de los Caravisianos. Mientras que los themas de Asia Menor remontan a la época de Heraclio, el thema de Tracia fue fundado bajo Constantino IV, en defensa contra los búlgaros. Bajo Justiniano II surgió el thema de la Hélade, en la Grecia central.
La renovación interior que vive el Imperio bizantino desde el siglo VII consiste ante todo en el auge de una clase campesina fuerte y en la formación del nuevo ejército stratiota, es decir, el fortalecimiento del minifundio, ya que los stratiotas establecidos eran también propietarios de su pequeño terreno. Por regla general, el hijo mayor era el que sucedía al stratiota en el ejercicio del servicio militar y que al mismo tiempo heredaba los bienes militares ligados a la obligación de prestar servicio. Los demás descendientes constituían un excedente de campesinos libres, a los cuales ofrecía un natural campo de acción la abundancia de tierras baldías, pudiendo el campesino igualmente acceder a la categoría de stratiota. El campesinado libre y los stratiotas se convierten en el puntal de la política de defensa del Imperio bizantino.

#### Política religiosa
Justiniano II fue un príncipe muy creyente. En las inscripciones numismáticas se atribuía el nombre de servus Cristi y fue el primero de los emperadores bizantinos en grabar la efigie de Cristo en el reverso de las monedas. También se distinguió por perseguir a los maniqueos.

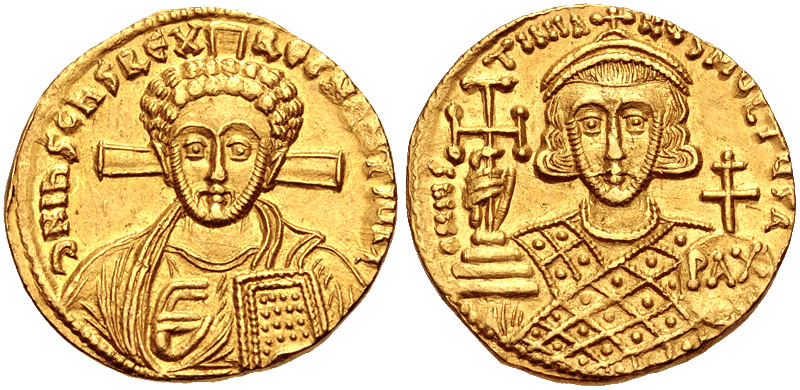
Justiniano II en un sólido bizantino de su segundo reinado. Muestra en el anverso a Jesucristo y en el reverso al Emperador. Sostiene un globo patriarcal con PAX, paz.

Durante su reinado se celebró en Constantinopla el denominado Concilio Quinisexto (691/2), en el que se completaron las decisiones dogmáticas de los dos concilios ecuménicos anteriores, el quinto del año 553 y el sexto del año 680/1 con una amplia serie de cánones, siendo por ello conocido con el nombre de Quinisextum, que también es llamado Concilio Trulano por el lugar donde se celebraban las sesiones: la sala cupulada o sala trullos del palacio imperial de Constantinopla.
Los 102 cánones del concilio regulan diversas cuestiones relativas a la organización eclesiástica y al rito, dando especial importancia a la elevación y consolidación de la moral entre el pueblo y entre el clero. Al censurar varios usos y costumbres, inmorales o de origen pagano, nos ofrecen interesantes nociones sobre la vida popular de la época. Así por ejemplo informa de que se celebraban aún fiestas paganas antiguas, entre ellas la fiesta de Brumalia, en la cual hombres y mujeres disfrazados y enmascarados circulaban por las calles; que durante la vendimia se cantaban canciones en honor de Dionisos, o que cuando había luna nueva, se levantaban hogueras delante de las casas y los jóvenes saltaban por encima. Tanto éstas como muchas otras costumbres procedentes de épocas paganas se proscriben ahora; a los estudiantes de la Escuela Superior de Constantinopla se les prohíbe, entre otras cosas, organizar representaciones teatrales.
Sin embargo, el mayor significado histórico del Concilio Quinisextum corresponde a aquellas decisiones que ponen de manifiesto las divergencias de las dos iglesias, la oriental y la occidental; apenas se había llegado a un acuerdo dogmático una década antes, en el Sexto Concilio ecuménico. Así por ejemplo, se admite el matrimonio de los sacerdotes y se rechaza expresamente el ayuno sabático romano.
Entre las disposiciones de dicho Concilio se encontraron la de proclamar la igualdad entre los patriarcados de Roma y Constantinopla, así como la consagración de prácticas características de la Iglesia oriental. No resulta, pues, sorprendente que el Papado rechazara las decisiones del Quinisextum; actualmente la Iglesia católica sigue sin considerarlo como concilio ecuménico, aunque la Iglesia ortodoxa sí.
El emperador envió un mandatario a Roma encargado de detener al papa Sergio y traerle a Constantinopla para presentarle ante el tribunal imperial. Sin embargo, la autoridad imperial en Italia había decaído, y la posición del papa se había consolidado. La milicia de Roma, y especialmente la de Rávena, se opuso con tal énfasis a las pretensiones del enviado imperial que éste tuvo que apelar a la generosidad del Papa para poder salvar la vida. Este desafío al poder imperial quedó impune, ya que poco después Justiniano II era destronado.

#### Fin del primer reinado
La política de la dinastía heracliana, que hizo de la pequeña propiedad de los stratiotas y de los campesinos libres el principal pilar del Imperio, no fue del agrado de la aristocracia bizantina. Bajo Justiniano II, la política gubernamental tomó un cariz antiaristocrático muy acusado, y la naturaleza brusca y provocativa del joven Emperador que no retrocedía ante el empleo de la fuerza, llevó la oposición a una situación extrema. Justiniano II no retrocedía ante la violencia, sino que respondía con más violencia aún, y llegó a amenazar a la aristocracia con ser totalmente aniquilada si no se avenía a la política imperial.
Justiniano II cavó su tumba política al llevar a cabo una dura política fiscal para costear las suntuosas construcciones con las que quería emular a su tocayo el gran Justiniano. Ello le convirtió en una figura tremendamente impopular. Su tesorero Esteban, un eunuco persa, y el logoteta público, el monje Teodoto, recurrieron a la tortura y a la prisión con el fin de procurarse el dinero necesario para las obras. Tanto capataces como trabajadores eran azotados y lapidados si no estaban a la altura de las exigencias del Emperador. El resultado fue el engrandecimiento, entre otras muchas construcciones, del palacio imperial: hizo levantar dos salas inmensas y suntuosas que comunicaban la sala del trono, el llamado Chrysotriclinium, con el palacio de Dafne, una de las cuales recibió el nombre de Lausiacos y la otra el de Triclinio de Justiniano.
Finalmente, en 695 el hastiado pueblo constantinopolitano se amotinó. A la revuelta, dirigida por los Azules, pronto se unieron los militares, y el estratega del thema de la Hélade, Leoncio, fue proclamado emperador, en tanto que Esteban y Teodoto fueron arrastrados por las calles de Constantinopla y linchados.
En un golpe de mano, Justiniano fue capturado, y Leoncio procedió con él de un modo que por entonces se consideraba misericordioso: le amputaron la nariz (de donde proviene su apodo) y le desterraron al Quersoneso (Crimea), en la creencia de que nadie con tan grotesca apariencia podría volver a gobernar. En el año 698 Leoncio fue derrocado por Tiberio III, que le sustituyó en la Corona, le encerró en un monasterio y ordenó que también le cortaran la nariz.

### Destierro (695-705)
Ni el exilio en el lejano Querson ni la cruel mutilación habían podido aplacar el espíritu inquieto de Justiniano. Disconforme con su destino, pensaba en su retorno y en la venganza. La deposición de Leoncio en 698 le animó particularmente: su actitud se hizo cada vez más sospechosa, de manera que las autoridades locales de Querson decidieron enviarle a Constantinopla para enfrentarse a la justicia del nuevo emperador, Tiberio III. Advertido a tiempo, Justiniano huyó y se refugió en primer lugar en la corte de los jázaros, Fanagorias, en la entrada del mar de Azov; en 703 se casó con la hermana de Busir Glavan, jagan (soberano) de los jázaros, que tomó el nombre de Teodora.
En Constantinopla, el comportamiento de Justiniano despertaba cada vez mayor inquietud; una delegación del emperador Tiberio se presentó en la corte jázara para exigir la extradición de Justiniano. Con el fin de no turbar las buenas relaciones con el Imperio, Busir decidió corresponder a la demanda del gobierno bizantino y trató de asesinar a su cuñado, tarea que encomendó a dos de sus oficiales, Papatzys y Balgitzin. Justiniano, alertado por su mujer del complot, estranguló con sus propias manos a los dos jázaros y huyó en un bote pesquero. Navegó hasta Querson, donde reunió a sus partidarios, y después de muchas aventuras, llegaron a la costa occidental del mar Negro.
Allí entró en contacto con el kan de los búlgaros, Tervel, y se aseguró su apoyo a cambio de promesas de dinero y de la entrega de una corona de César.
En otoño de 705 apareció ante Constantinopla acompañado de Tervel, a la cabeza de un considerable ejército búlgaro-eslavo. Sin embargo, este ejército no pudo nada contra las murallas de Constantinopla. Tres días pasaron sin resultado, y las pretensiones de Justiniano al trono fueron contestadas con burlas y sarcasmos. Entonces, Justiniano se introdujo de noche en Constantinopla, con algunos atrevidos compañeros, a través del tubo de un acueducto. La ciudad, sorprendida, fue presa de pánico, Tiberio huyó dejando el campo libre a su audaz rival. Justiniano, que no sólo tenía enemigos en Constantinopla, sino también adeptos, pudo ocupar el palacio imperial y subió al trono de sus padres por segunda vez, después de diez años de exilio.

### Segundo reinado (705-711)
Durante seis años (705-711) gobernó nuevamente en la ciudad a orillas del Bósforo el emperador de la nariz cortada, ahora con una prótesis nasal de oro. Justiniano compartió el trono con su esposa Teodora que fue traída desde el reino jázaro a Constantinopla después del golpe de Estado, trayendo consigo un hijo que había nacido mientras tanto. Este recibió el nombre de Tiberio y fue elevado a coemperador. El kan de los búlgaros, Tervel, recibió su título de César, y antes de retornar a su país colmado de magníficos regalos, recibió el homenaje del pueblo constantinopolitano, sentado en un trono al lado del Emperador.
Este segundo reinado se caracterizó por el establecimiento de un régimen de terror. Justiniano, medio enloquecido por la mutilación, las humillaciones y los diez años de destierro, llevó a cabo una brutal venganza. Comenzó mandando ejecutar a sus sucesores en el trono, los generales usurpadores Leoncio II y Tiberio III, cuyos cuellos fueron pisoteados hasta la muerte en el Hipódromo ante el enfervorizado populacho. Sus cabezas fueron clavadas en picas, y las siguientes en caer fueron las de varios altos oficiales, que acabaron colgados de las murallas de Constantinopla. Como castigo por haber coronado a Leoncio, el patriarca de Constantinopla, Kallinikos I, fue depuesto y le sacaron los ojos.
Pero estas fueron solo las primeras víctimas del terror sistemático instaurado para terminar con los enemigos del emperador. Todos sus opositores, así como aquellos sospechosos de serlo, fueron perseguidos y exterminados. Poseído por una furia vengativa insaciable, olvidó en su ceguera sus deberes más urgentes para con el Estado, desatendió la guerra con los enemigos del Imperio y consumió todas sus fuerzas en la pugna agotadora con sus enemigos internos, reales o imaginarios.
Los árabes se beneficiaron de esta situación. En el año 709 asediaron Tiana, una de las fortalezas más importantes de la región fronteriza con Capadocia. El ejército bizantino que les hizo frente era insuficiente y estaba mal dirigido, ya que los hombres mejor capacitados habían sido víctimas del terror. Fue derrotado, a consecuencia de lo cual Tiana, agotada por el asedio prolongado y privada de toda esperanza, se rindió al enemigo. Los árabes no parecen haber encontrado la menor oposición durante sus incursiones a Cilicia en 710 y 711, y pudieron ocupar varias fortalezas. Un pequeño destacamento árabe se atrevió a avanzar hasta Crisópolis, a la vista de Constantinopla.
Mientras tanto el Emperador, no satisfecho de las ejecuciones masivas en la capital, mandó emprender una expedición de castigo contra Rávena, en venganza por la actitud hostil que los ravenenses habían adoptado contra él a lo largo de su primer gobierno. La ciudad tuvo que soportar un salvaje saqueo, sus ciudadanos más distinguidos fueron encadenados y llevados a Constantinopla para ser ejecutados allí, mientras que a su obispo le fueron sacados los ojos. Sin embargo, el contencioso con Roma en lo referente a las decisiones del Quinisexto fue resuelto de manera pacífica: a finales del año 710, el Papa Constantino I, invitado por el Emperador, se trasladó a Constantinopla donde fue recibido con los máximos honores.
El reinado tiránico de Justiniano provocó otro levantamiento contra él. Aun viendo cómo en Rávena estallaba una nueva rebelión a finales de 710 y principios de 711 pese a la expedición de castigo de 709, Justiniano envió una expedición similar contra Querson, el lugar de su exilio. Allí el ajuste de cuentas debía ser todavía más cruel que en Rávena, pero finalmente le costó la cabeza a Justiniano. El ejército y la flota imperiales mandados a exterminar a la población se rebelaron bajo el liderazgo de un oficial armenio llamado Bardanes, que fue proclamado emperador. Justiniano se encontraba en aquel momento de camino a Armenia y fue incapaz de regresar a tiempo para defender la ciudad. Fue arrestado y ejecutado en las afueras de la ciudad de Damatrys, en Bitinia, en diciembre de 711. Su cabeza fue enviada como trofeo a Bardanes, y enviada a Rávena para su pública exhibición, ante la alegría de los supervivientes del cruel saqueo.
Al oír la noticia de la muerte de Justiniano; la madre de Justiniano tomó a su hijo de seis años, el coemperador Tiberio y lo llevó a la iglesia de Santa María en Blaquernas, tratando de evitar que fuera asesinado. Sin embargo los hombres de Bardanes arrancaron al niño del altar, lo sacaron de la iglesia y una vez fuera lo asesinaron, poniendo así fin a la dinastía Heracliana.